# وستلند اینترسپتور
وستلند اینترسپتور (به انگلیسی: Westland Interceptor) جنگنده ای بود که توسط شرکت بریتانیایی وستلند ایرکرفت توسعه یافت. هنگامی که در سال‌های ۱۹۲۹ و ۱۹۳۰ آزمایش شد، ویژگی‌های کنترلی رضایت‌بخشی از خود نشان نداد و توسط نیروی هوایی پادشاهی بریتانیا به نفع جنگنده دوباله هاوکر فیوری رد شد.

## مشخصات فنی
داده‌ها از Airwar.
ویژگی‌های عمومی
- طول: ۲۵ فوت ۴ اینچ (۷٫۷۲ متر)
- پهنای بال: ۳۸ فوت ۰ اینچ (۱۱٫۵۸ متر)
- ارتفاع: ۹ فوت ۸ اینچ (۲٫۹۵ متر)
- مساحت بال‌ها: ۲۱۴ فوت مربع (۱۹٫۹ متر مربع)
- وزن خالی: ۲٬۳۵۰ پوند (۱٬۰۶۶ کیلوگرم)
- بیشترین وزن برخاست: ۳٬۳۲۵ پوند (۱٬۵۰۸ کیلوگرم)
- پیشرانه: ۱ عدد موتور ۹ سیلندر پیستونی شعاعی هوا خنک بریستول مرکوری, ۴۴۰ اسب بخار (۳۳۰ کیلووات)
- ملخ‌ها: دوملخه fixed-pitch propeller

عملکرد
- حداکثر سرعت: ۱۹۲ مایل بر ساعت (۳۰۹ کیلومتر بر ساعت، ۱۶۷ گره)
- سرعت کروز: ۱۶۴ مایل بر ساعت (۲۶۴ کیلومتر بر ساعت، ۱۴۳ گره)
- بُرد: ۳۸۵ مایل (۶۲۰ کیلومتر، ۳۳۵ مایل دریایی)

تسلیحات

- اسلحه‌ها: 2x fixed forward firing .303 in (7.7 mm) مسلسل ویکرز

## همچنین ببینید
- آرمسترانگ ویتورث استارلینگ II
- بریستول بولداگ Mk.II
- هاوکر فیوری
- ویکرز جوکی ۱۵۱